# Lobocleta indecora
Lobocleta indecora là một loài bướm đêm trong họ Geometridae.